# 拉帕 (法属波利尼西亚)
拉帕（Rapa）是法国海外集体法屬玻里尼西亞南方群岛行政区的一个市镇，领土涵盖同名岛屿和馬羅蒂里群島（合称巴斯群島）。

## 地理
拉帕（27°37'6"S, 144°20'8"W）面积40 平方千米，位于法国海外集体法屬玻里尼西亞南方群岛。
由于拉帕领土为海洋中的岛屿，故不与任何市镇接壤。

## 行政
拉帕的邮政编码为98751、98794，INSEE市镇编码为98741。

## 政治
拉帕的现任市长为图阿奈奈·纳里（Tuanainai Narii）先生，任期为2020-2026年。

## 人口
拉帕于2022年时的人口数量为451人。